# روسل ای. راجرز
راسل ای. راجرز (به انگلیسی: Russell L. Rogers) فضانورد اهل ایالات متحده آمریکا است که در ۱۲ آوریل ۱۹۲۸ میلادی در لورنس، کانزاس زاده شد.